# Резня в Четековаце
Резня в Четековаце — массовое убийство 20 хорватских мирных жителей и двух военнопленных сербскими войсками из Сербской автономной области Краина (САО Краина) в деревнях Четековаце, Балинчи и Чолюг 4 сентября 1991 года во время войны в Хорватии.
По версии обвинения, предъявленного хорватской прокуратурой 22 сербам, было уничтожено 59 хорватских домов, включая церковь. Сербы убили 20 гражданских (из них 5 женщин) и 2 пленных полицейских. Утверждается, что сербы расстреливали из засады гражданские машины и использовали заложников в качестве живого щита. Также они обстреливали деревни из артиллерии и миномётов.